# Sericostoma cristatum
Sericostoma cristatum är en nattsländeart som beskrevs av Luisa Eugenia Navas 1924. Sericostoma cristatum ingår i släktet Sericostoma och familjen krumrörsnattsländor. Inga underarter finns listade i Catalogue of Life.